# Kaplica grobowa Engmannów w Kamiennej Górze
Kaplica grobowa rodziny Engmannów – kaplica grobowa z 1805 r. znajdująca się w Kamiennej Górze. Położona na terenie dawnego cmentarza ewangelickiego obok kościoła łaski - ob. pw. Matki Bożej Różańcowej..
Kaplica grobowa – mauzoleum rodziny Engmannów z 1805 r., wzniesiona na rzucie kwadratu, z silnie akcentowanymi narożami, skromnym portalem, nakryta fantazyjnym dachem – kopułą. Obecnie kaplica jest nieużytkowana.